# ماريان دوبوك
ماريان دوبوك (بالفرنسية: Marianne Dubuc)‏ هي رسامة توضيحية ومؤلفة وكاتبة للأطفال فرنسية وكندية، ولدت في 1980 في مونتريال في كندا.

## وصلات خارجية
- الموقع الرسمي